# محمدعلی امیرمعزی
محمدعلی امیرمعزّی (متولد ۵ بهمن ۱۳۳۴ خورشیدی / ۲۶ ژانویه ۱۹۵۶، در تهران) شرق‌شناس، اسلام‌پژوه و قرآن‌پژوه ایرانی و استاد دانشگاهِ مقیم در فرانسه است. تخصص او الهیات تشیع است و در زمینهٔ تفسیرِ تاریخ‌های قرآنی و الهیاتِ شیعه تدریس می‌کند. او هم‌اکنون مدیر مطالعات در دانشسرای عملی پژوهش‌های عالی و دارای کرسی تفسیر و الهیات اسلام شیعه است.
علاوه بر آثاری در حوزهٔ شیعیانِ نخستین و تفسیرِ تاریخ‌های قرآنی، او سرویراستار و مدیر اثرِ جمعیِ فرهنگ قرآن (به فرانسوی: Le Coran des historiens) است که توسط انتشارات روبر لافون در ۲۰۰۷ میلادی منتشر شد. امیرمعزّی همچنین پدیدآورنده، مدیر و یکی از ۳۰ نویسندهٔ مجموعهٔ چهار جلدیِ قرآنِ مورخان (به فرانسوی: Le Coran des historiens) (چاپ شده در نوامبر ۲۰۱۹ / آبان ۱۳۹۸) است.
پژوهش‌های امیرمعزّی نه تنها از وجه تاریخِ شیعه اهمیت زیادی پیدا کرده‌اند، بلکه توانسته‌اند برخی محدودیت‌ها برای شناخت مناسب از تاریخ صدرِ اسلام را نیز رفع کنند.

## زندگی‌نامه و تحصیلات
محمد علی امیرمعزّی در تهران به تاریخِ ۵ بهمن ۱۳۳۴ خورشیدی و در خانواده ای فرهنگی با تمایلات و تعلّقات دینی به دنیا آمد. پس از تحصیلات ابتدایی، او تحصیلاتِ ابتدای خود را در دبیرستان فرانسوی‌زبان رازی گذراند. با توجه به علاقه دینیِ خانواده‌اش، نظر معزّی به مباحث دینی و الاهیاتی جلب شد. درسال آخر دبیرستان، وی توانست با هانری کُربن دیدار کند؛ دیداری که منجر به تشویق او به آمدن به فرانسه و ادامه تحصیل در رشته اسلام‌شناسی در پاریس شد. پس از گرفتن دیپلم در سال ۱۹۷۴، تحصیلات خودش را در دانشسرای عملی پژوهش‌های عالی (سوربن) شروع کرد و به مدت دوسال در درس‌های کُربن شرکت و تشویق به شیعه‌پژوهی، به‌ویژه بررسی متون اولیه و نخستین آن شد. او در کنار تحصیل در حوزه اسلام پژوهی شروع به یادگیری زبان عرب در انستیتوی زبان‌های شرقی کرده و زبان پهلوی، یونانی و لاتین هم کمی آموخت و توانست فارغ‌التحصیل زبان عربی از انجمن ملی زبان‌ها و تمدن‌های شرقی شود. امیرمعزی دکتری خاورشناسی و مطالعات ادیان را در سال ۱۹۹۱ میلادی / ۱۳۷۰ خورشیدی از دانشگاه سوربن پاریس گرفت. پایان‌نامهٔ دکتری او «تفسیر و الهیات اسلام شیعی» (به فرانسوی: Exégèse et théologie de l’islam shi’ite) بوده که نخستین پایان‌نامهٔ دانشگاهی دربارهٔ شیعه در دانشگاه‌های غرب محسوب می‌شود. او در سال ۱۹۸۸ پس از بازنشستگی استادش، نخست استادیار و سپس در سال ۱۹۹۴ جانشین استادِ خود در همان کرسی هانری کربن می‌شود.

## زمینه‌پژوهشی و دیدگاه‌ها

### شیعیان نخستین و اهمیت چهرهٔ امام برای آنها
محور مرکزی پژوهش‌های معزّی، بررسی نقّادانهٔ تشیّع در بستر تاریخ، و به ویژه دوران تکوین این دین در سه قرن نخست است؛ تشیعی که از نظر او، بیش از همه چهره امام ستون فقرات باورهای آن را شکل می‌دهد. از این رو، وی امام-محوری (Imamo-centrisme) را هسته‌های سخت اعتقادات دیانت تشیع می‌داند. در دوران پسا-خاتمیت نیز، برای این گروه، کار امام آشکار کردن پیام باطنی و جنبه‌های نهفتهٔ دین به‌ویژه باطن قرآن بوده‌است.

### شکل‌گیری قرآن و شیعیان
بخش دیگر از پژوهش‌های امیر معزّی، در بابِ تاریخ قرآن و مُصحف قرآنی، به‌ویژه از نظر شیعیان نخستین است. او در بسیاری از پژوهش‌های خود به این مسئله در بابِ قرآن و معمّای تاریخ این متن پرداخته‌است و جنبه‌های مسئله‌انگیز (Problématique) کتاب مقدّس مسلمانان را در طول تاریخ نشان داده‌است. وی در پژوهش‌های تاریخی-انتقادیِ خود، به نکاتی از جمله بازخوانی گفته‌های شیعیانِ نخستین و اهمیت جنگ و خشونتِ صدر اسلام در شکل‌گیری نسخهٔ رسمی قرآن اشاره می‌کند. به گفته امیرمعزّی، یک تحقیق تاریخی که فقط بر اساس نوشته‌های اهل سنت انجام شده‌باشد، معیارهای تحقیق علمی را برآورده نمی‌کند؛ منابع شیعه گرچه درون‌مایه‌ای ایدئولوژیک (مانند نوشته‌های اولیه اهل سنت) دارند، اما با تحقیقات تاریخی-انتقادی سازگارتر هستند؛ متونی که کمتر از منابع اهل سنت شناخته شده‌اند و کمتر نیز مورد تحقیقِ پژوهشگران قرار گرفته‌اند. معزّی، در ادامهٔ پژوهش‌های پُل کازانوا، و همزمان با پژوهشگرانی همچون استفان شومِیکر، پیام محمّد را پیامی آخرالزمانی می‌داند. از نظر او مجموعه اتفاق‌های مهم در تاریخ صدر اسلام برای فهمِ شکل‌گیری قرآن بسیار مهم است؛ از جمله پیام آخرالزمانی محمد، انتخاب علی به عنوان جانشین، سیمای مسیحایی علی بر اساسِ گواه تعدادِ بسیار زیادی از متون، نوعی کودتا علیه علی، کشتن علی و عدم وقوع آخرالزمان، خشونت و دعواهای سیاسیِ فزاینده میان اعراب، کشتن فرزندان علی (حسن و حسین)، فتوحات بسیار سریع اعراب و در نهایت آغاز تلاش‌های عبدالملک بن مروان برای ایجاد یک «حافظه جدید جمعی» به قصد مشروعیت‌بخشی سیاسی، و با بازخوانی و زدودن ویژگی‌های مسیحایی موجود از پیام محمد، و ایجاد یک قرآن رسمی همچون کتابِ مقدسی مستقل از ادیانِ دیگر. معزّی در پژوهش‌های خودش، واکنش شیعیان به این رویدادها، به‌ویژه انتقاد آنها از قرآن رسمی، و اهمیت این واکنش‌ها را در شکل‌گیری باورهای شیعیان، از جمله تأکید بر وجه آخرالزمان نزد آنها را بررسی می‌کند.

### پرسش از تاریخِ قرآن و مسئله اعتقاد و ایمان
معزّی در مورد نگرانی‌هایی که برخی از مؤمنین نسبت به پژوهش‌های تاریخی دارند، بیان می‌کند که در گذشته متفکران اسلامی خودشان هرگز انکار نکرده‌اند که قرآن دارای یک دورهٔ انتقال، کتابت و تاریخ بوده‌است؛ و در طول قرن‌ها این متفکران بر روی متن قرآن بحث‌های جدی کرده‌اند. از نظر او، نگرانی‌های فعلی به‌دلیل فراموشی این مباحث روشنفکرانه قدیم است؛ فراموشی‌ای که بدون شک دلیلِ بنیادگراییِ خشنِ اخیر در دنیای اسلام است.
معزّی همچنین می‌گوید که مسلمانان نباید ترسی از پژوهش‌های نوین داشته باشند. او با ارجاع به تقسیم‌بندی ابن‌عربی و غزّالی بین اعتقاد و ایمان می‌گوید که اعتقادات امری خارجی، متغیر و برآمده از شرایط تاریخی و مکانی است، و بنا به ذات خود در طول زمان تغییر می‌کنند. از این رو، پژوهش‌های تاریخی-انتقادی می‌توانند برخی اعتقادات را تغییر دهند، اما ایمان، همچون عشق، به عنوان امری درونی و رازآلود، تغییر نخواهد کرد؛ این پژوهش‌های تاریخی گاهی نیز می‌توانند ایمان را از امور غیر ضروری پالایش کند. از این رو، از نظر معزّی، «تاریخ نه تنها تهدیدی برای ایمان نیست، بلکه حتی می‌تواند آنرا نیز تقویت کند.»

## جایزه‌ها
- جایزهٔ بزرگِ بخش تاریخ از انستیتو جهان عرب برای کتاب قرآن مورخان (۲۰۲۰)[۳]
- جایزهٔ تاریخِ ادیان از بنیادِ پیر آنتوآن برنهایم اعطا شده توسط فرهنگستان کتیبه‌شناسی و زبان‌های باستانی فرانسه برای کتاب قرآن صامت، قرآن ناطق (۲۰۱۸)[۳]
- جایزهٔ «برترین پژوهشگر علوم انسانی» از بنیاد فرهنگ مدیترانهٔ ایتالیا (۲۰۱۶)[۳]
- «شوالیهٔ نخلِ آکادمیک» فرانسه (۲۰۰۲ و ۲۰۱۵)[۳]
- جایزهٔ «بهترین کتاب» اسلام‌شناسیِ سال ۲۰۱۱ از بنیاد میراث ایران در نیویورک برای کتاب حجت خدا: باطنی‌گری شیعه از طریق مجموعهٔ کُلینی در قرون ۱۹ و ۲۰
- جایزهٔ لوکو از بنیاد فرانسه برای سرویراستاری فرهنگ قرآن (۲۰۰۸)[۳]
- جایزهٔ بهترین پایان‌نامهٔ دکتری در اسلام‌شناسی از بنیاد محوی در ژنو (۱۹۹۲)[۳]

## آثار

### کتاب‌ها
کتاب‌هایی که از وی به فارسی ترجمه شده‌است:
- تشیع: ریشه‌ها و باورهای عرفانی، محمدعلی امیرمعزی، ترجمه نورالدین الله‌دینی، نشر نامک، چاپ اول ۱۳۹۸
- راهنمای ربانی در تشیع نخستین: سرچشمه‌های عرفانی در اسلام، محمدعلی امیرمعزی، ترجمه نورالدین الله دینی، نشر نامک، چاپ اول ۱۳۹۳
- یک متن و تاریخی رازآمیز، ترجمه مجید منتظرمهدی، هفت آسمان، ۱۱، ۴۲، ۱۳۸۸، صفحات ۳۵–۵۶.

- The Divine Guide in Early Shi’ism (New York, 1994)
- La religion discrète: croyances et pratiques spirituelles dans l’islam shi’ite (Paris, 2006)
- Dictionnaire du Coran (Paris, 2007)
- Revelation and Falsification: the Kitâb al-Qirâ’ât of Ahmad b. Muhammad al-Sayyârî (with Etan Kohlberg, Leiden, 2009)
- Le Guide divin dans le shi’isme originel. Aux sources de l’ésotérisme en Islam, Paris, éd. Verdier, coll. "Islam Spirituel» , 1992
- Qu’est-ce que le shî’isme ? (avec Christian Jambet), Paris, éd. Fayard, coll. "Histoire de la pensée" , Paris, 2004
- Petite histoire de l’islam, (avec Pierre Lory) Paris, éd. Flammarion, coll. "Librio" , Paris, 2007
- Le Coran silencieux et le Coran parlant. Sources scripturaires de l'islam entre histoire et ferveur  CNRS Editions, Paris 2011

### مشارکت در آثار
- Lieux d’islam. Cultes et cultures de l’Afrique à Java, Paris, éd. Autrement, coll. "Monde" n° 91, 1998 et 2005
- Le voyage initiatique en terre d’Islam. Ascensions célestes et itinéraires spirituels, Publications de l’École des Hautes Études, coll. "Sciences Religieuses" , vol. 103, Louvain-Paris, éd. Peeters, 1997
- L’Orient dans l’histoire religieuse de l’Europe. L’invention des origines (avec John Scheid), Actes du colloque EPHE-Université Hébraïque de Jérusalem, 2-3 février 1999, «Bibliothèque de l’École des Hautes Études" , vol.110, Turnhout, éd. Brepols, 2000
- Autour du regard. Mélanges Daniel Gimaret (avec Denise Aigle, Éric Chaumont et Pierre Lory), Louvain-Paris, éd. Peeters, 2003
- Henry Corbin: philosophies et sagesses des religions du Livre (avec Christian Jambet et Pierre Lory), "Bibliothèque de l’École des Hautes Études" , vol. 126, Turnhout, éd. Brepols, 2005
- Dictionnaire du Coran, Paris, éd. Robert Laffont, coll. "Bouquins» , 2007
- Le Shi’isme imamite: 40 ans après. Hommage à Etan Kohlberg, (avec Meir Bar-Asher et Simon Hopkins), "Bibliothèque de l’École des Hautes Études" , vol. 137, Turnhout, éd. Brepols, 2008
- Pensée antique et sagesse d’Orient. Mélanges offerts à Michel Tardieu, (avec Jean-Daniel Dubois, Christelle Jullien et Florence Jullien), "Bibliothèque de l’École des Hautes Études" , vol. 132, Turnhout, éd. Brepols, 2009
- Controverses sur les écritures canoniques de l'islam (avec Daniel De Smet), éditions du Cerf, 2014